# NGC 682
NGC 682 (другие обозначения — MCG −3-5-22, PGC 6663) — галактика в созвездии Кит. Открыта Уильямом Гершелем в 1785 году. Описание Дрейера: «довольно тусклый, маленький объект круглой формы, немного более яркий в середине».
Этот объект входит в число перечисленных в оригинальной редакции «Нового общего каталога».